# دودوک هندی
دودوک هندی (نام علمی: Cursorius coromandelicus) نام یک گونه از تیره چلچله‌بیابانیان است.